# South Stream

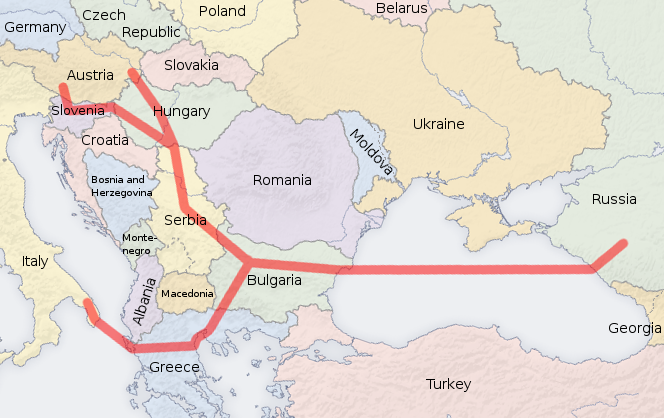
Zrušený projekt South Stream

South Stream (rusky Южный поток, bulharsky Южен поток, srbsky Južni tok, maďarsky Déli Áramlat, slovinsky Južni tok, italsky Flusso meridionale), česky Jižní tok, je zrušený projekt plynovodu z Ruska do Bulharska a dále do Evropy. Tento projekt podporoval ruský Gazprom, který měl mít 50 % podílu na provozní společnosti. Na projektu se však podílely i jiné velké evropské společnosti, a sice italská společnost Eni (20 %), německá firma Wintershall, což je dceřiná společnost velkého chemického koncernu BASF (15 %), a francouzská Electricité de France (EDF, též 15 %).
Projekt byl nahrazen plynovodem TurkStream, který vede do Turecka, místo původně plánovaného Bulharska.

## Historie
Dne 23. června 2007 generální ředitel italské energetické společnosti Eni Paolo Scaroni a generální ředitel ruského Gazpromu Alexander Medveděv podepsali v Římě memorandum o porozumění o výstavbě plynovodu South Stream. Dne 22. listopadu 2007 společnosti Gazprom a ENI podepsaly v Moskvě dohodu o založení společného projektu za účelem technické studie proveditelnosti projektu. V roce 2009 Rusko a evropští odběratelé ruského zemního plynu vyjádřili zájem na zrychlení výstavby plynovodů obcházejících Ukrajinu poté, co spor mezi Ruskem a Ukrajinou na dva týdny narušil dodávky plynu do Evropy. South Stream do značné míry konkuruje také dosud nepostavenému plynovodu Nabucco.
V květnu 2009 představitelé Ruska, Itálie, Bulharska, Řecka a Srbska podepsali dohodu o výstavbě plynovodu South Stream.
Rusko a Rakousko podepsaly 24. dubna 2010 bilaterální dohodu o rakouské účasti na výstavbě a provozu plynovodu South Stream. Stalo se tak při oficiální návštěvě tehdejšího ruského premiéra Vladimira Putina ve Vídni.
Plynovod South Stream měl vést pod Černým mořem z ruského přístavu Novorossijsk až na bulharské pobřeží, odkud měl pokračovat až do Itálie. Rusko také přislíbilo, že prodlouží plynovod do Srbska. K plynovodu se měly připojit také například Maďarsko, Rakousko a Slovinsko.
Na stavbě plynovodu se měla podle údajů Gazpromu z dubna 2014 podílet mj. italská firma Saipem, která dostala zakázku za 2 miliardy Eur, a to na položení prvního úseku plynovodu na dně Černého moře. Odhadovalo se, že celkové náklady výstavby plynovodu by obnášely 20 miliard Eur.

## Změna projektu

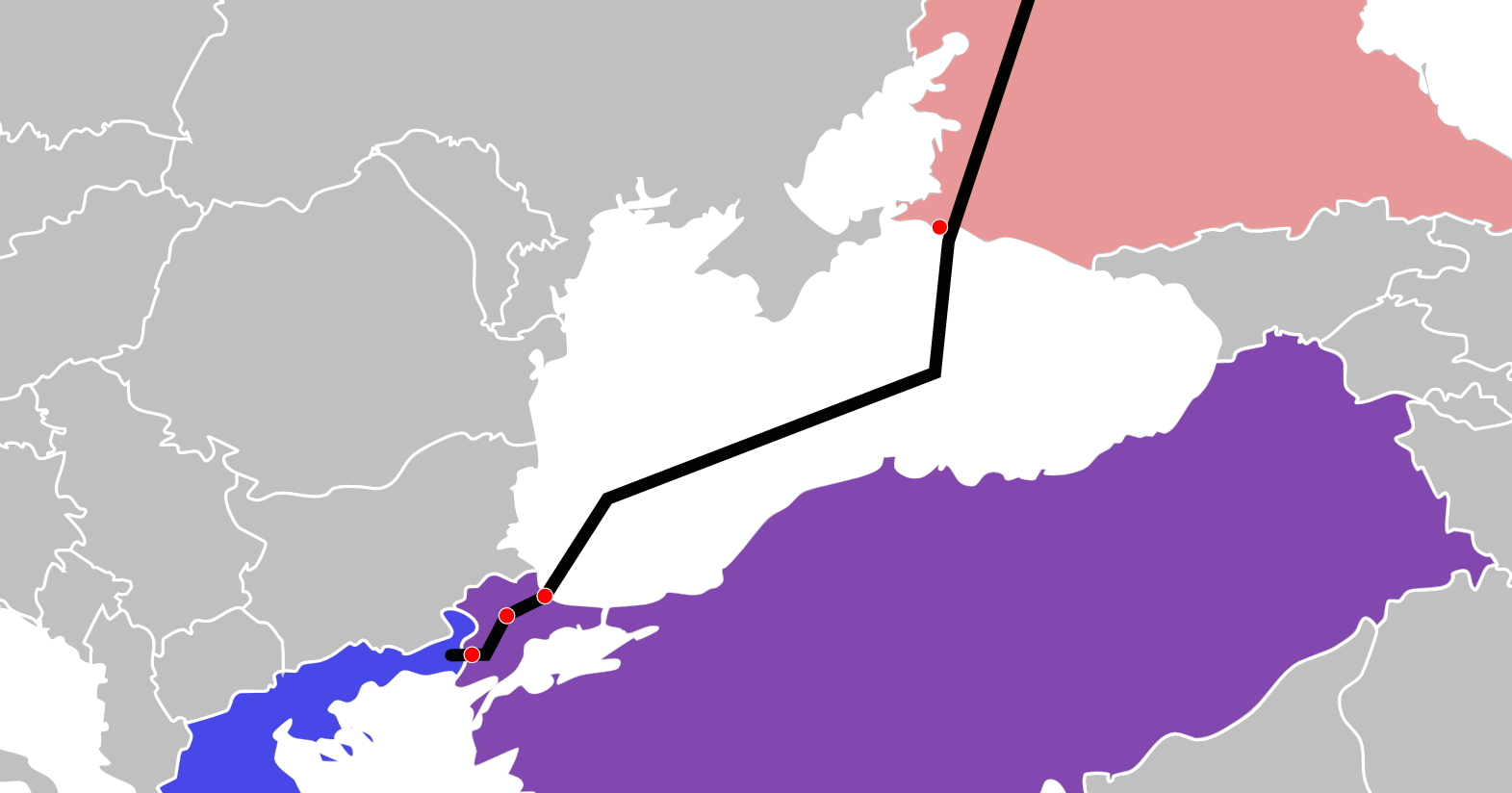
Plynovod TurkStream

Projekt byl zrušen 1. prosince 2014 Vladimirem Putinem, v návaznosti na odmítavý postoj Bulharska a Evropské komise v projektu pokračovat. Dne 1. prosince 2014 prohlásil ruský prezident Vladimir Putin v tureckém hlavním městě Ankaře, že nastala situace, při které nemá pro Rusko smysl, ve stavbě plynovodu South Stream dále pokračovat.
Projekt South Stream byl nahrazen novým plynovodem TurkStream, kterým byla pro ruský zemní plyn vytvořena nová tranzitní cesta do Turecka, místo původně plánovaného Bulharska. V listopadu 2015, po sestřelení ruského bombardéru u syrsko-tureckých hranic, bylo uskutečnění plynovodu TurkStream pozastaveno, jelikož spadalo pod ruské sankce proti Turecku. Rusko pozastavilo také jednání o projektu. Ovšem vztahy mezi Ruskem a Tureckem se poměrně brzo zlepšily a dohoda o plynovodu byla podepsána v říjnu roku 2016. Vlastní stavba plynovodu začala v květnu 2017 a jeho mořská část byla dokončena v listopadu 2018. Provoz má být zahájen koncem roku 2019. Pokračovat by měl poté plynovodem Tesla až do Rakouska, přes Řecko, Severní Makedonii, Srbsko a Maďarsko.